# SN 2006ie
SN 2006ie – supernowa typu Ia, odkryta 11 września 2006 roku w galaktyce A225642+0331. W momencie odkrycia miała maksymalną jasność 20,10m.